# Piotr Diemientjew
Piotr Wasiljewicz Diemientjew (ros. Пётр Васильевич Дементьев, ur. 11 stycznia?/24 stycznia 1907 we wsi Ubiej w guberni symbirskiej (obecnie Tatarstan), zm. 14 maja 1977 w Moskwie) – radziecki polityk i dowódca wojskowy, generał pułkownik inżynier, minister przemysłu lotniczego ZSRR (1953-1957 i 1965-1977), dwukrotny Bohater Pracy Socjalistycznej (1941 i 1977).

## Życiorys
Po ukończeniu w 1927 technikum w Symbirsku studiował w Instytucie Mechanicznym im. Łomonosowa w Moskwie, a od 1929 w Inżynieryjnej Akademii Wojsk Lotniczych im. Żukowskiego w Moskwie. Po ukończeniu studiów w 1931 skierowany do Instytutu Naukowo-Badawczego Cywilnej Floty Powietrznej, później pracował jako inżynier w fabryce samolotów w Moskwie, której później został dyrektorem. W 1938 przyjęty do WKP(b), od lutego 1941 do marca 1946 I zastępca ludowego komisarza przemysłu lotniczego ZSRR, od marca 1946 do 15 marca 1953 zastępca ministra przemysłu lotniczego ZSRR. 25 marca 1943 mianowany generałem majorem służby inżynieryjno-lotniczej, a 19 sierpnia 1944 generałem porucznikiem tej służby. Od 14 października 1952 do 14 lutego 1956 zastępca członka, a od 25 lutego 1956 do śmierci członek KC KPZR. Od 24 sierpnia 1953 do 14 grudnia 1957 i ponownie od 2 marca 1965 do śmierci minister przemysłu lotniczego ZSRR. Od 15 marca do 24 sierpnia 1953 zastępca ministra przemysłu obronnego ZSRR, od 14 grudnia 1957 do 2 marca 1965 przewodniczący Państwowego Komitetu ds. Techniki Lotniczej Rady Ministrów ZSRR - minister ZSRR. 28 października 1976 mianowany generałem pułkownikiem inżynierem. Deputowany do Rady Najwyższej ZSRR od 4 do 9 kadencji. Pochowany na cmentarzu Nowodziewiczym.

## Odznaczenia i nagrody
- Medal Sierp i Młot Bohatera Pracy Socjalistycznej (dwukrotnie - 8 września 1941[1] i 21 stycznia 1977)
- Order Lenina (dziewięciokrotnie - 5 marca 1939, 8 września 1941, 25 maja 1944, 6 grudnia 1949, 23 stycznia 1957, 28 kwietnia 1963, 24 stycznia 1967, 25 października 1971 i 21 stycznia 1977)
- Order Czerwonego Sztandaru (30 grudnia 1956)
- Order Kutuzowa I klasy (16 września 1945)
- Order Suworowa II klasy (19 sierpnia 1944)
- Order Czerwonego Sztandaru Pracy (dwukrotnie - 31 grudnia 1940 i 22 lipca 1966)
- Order Czerwonej Gwiazdy (17 maja 1961)
- Medal „Za zasługi bojowe” (3 listopada 1944)
- Medal 100-lecia urodzin Lenina
- Medal „Za obronę Moskwy”
- Medal „Za zwycięstwo nad Niemcami w Wielkiej Wojnie Ojczyźnianej 1941–1945”
- Medal „Za zwycięstwo nad Japonią”
- Medal „W upamiętnieniu 800-lecia Moskwy”
- Medal „Weteran Sił Zbrojnych ZSRR”
- Nagroda Stalinowska (1953)

i inne.